# زبيدي سليمة
زبيدي سليمة (الاسم العلمي:Peprilus snyderi) (بالإنجليزية: Salema butterfish)‏ هو نوع من الأسماك يتبع جنس الزبيدي البيبريلي من فصيلة الأسماك الزبيدية.